# Look Me in the Eyes Tour
Look Me In The Eyes Tour to trasa koncertowa zespołu Jonas Brothers, która odbyła się w 2008 roku i obejmowała Amerykę Północną. Jonas Brothers podpisali dwuletni kontrakt z Live Nation (która zajmuje się również współpracą z Madonną). Rooney, Valora i Menudo stanowili 'opening act'-y podczas trasy.

## Bilety
Ponad 4 000 ludzi przyszło do kas Gibson Amphitheatre w Los Angeles w celu kupienia biletów w pierwszych dwudziestu rządach. Wejściówki wyprzedały się w mniej niż 2 minuty, więc dodano jeszcze 2 przedstawienia. W ten sposób został pobity rekord najszybszej sprzedaży biletów od 35 lat. Bilety sprzedały się szybciej niż na występy Christiny Aguilery, Mariah Carey, Kelly Clarkson, Hilary Duff, Madonny, Tiny Turner, Chrisa Browna, Erica Claptona, Guns N’ Roses, Britney Spears, The Who i na wręczenie nagród takich jak Teen Choice Awards i MTV Movie Awards, które również były przyznawane w Gibson Amphitheatre.

## Jonas Brothers: Spełnione marzenia
Fragmenty z trasy koncertowej można oglądać w serialu reality show Disney Channel Jonas Brothers: Spełnione marzenia. Zawiera materiały z występów, spotkań z fanami oraz życia prywatnego zespołu. 

## Lista piosenek
1. "Year 3000"
2. "Just Friends"
3. "Goodnight and Goodbye"
4. "Australia"
5. "Hello Beautiful"
6. "Take a Breath"
7. "Underdog"
8. "Shelf/Don't Take My Heart (and Put It On a Shelf)"
9. "Pushing Me Away"
10. "That’s Just the Way We Roll"
11. "Games"
12. "Take on Me"
13. "Still in Love with You"
14. "Hollywood"
15. "Burning Up"
16. "When You Look Me In The Eyes"
17. "Hold On"
18. "A Little Bit Longer"
19. "S.O.S."

- Jonas Brothers wykonywali cover piosenki zespołu A-ha "Take on Me."
- Nick Jonas zazwyczaj wplatał piosenkę "Desperado" zespołu The Eagles lub "So Far Away" Carole King podczas wykonywania "A Little Bit Longer".
- W St. Louis i Atlantic City Jonas Brothers nie wykonywali "A Little Bit Longer" ponieważ Nick był chory.
- W Izod Center Concert i na Verizon Wireless Arena Jonas Brothers zaprosili swoich współpracowników na scenę i wszyscy razem zaśpiewali piosenkę zespołu Queen "We Are the Champions".
- Jonas Brothers wykonywali nową wersję piosenki "Underdog", która pochodzi z ich pierwszej płyty It’s About Time.
- Podczas trasy Jonas Brothers wykonywali 4 piosenki z ich nowej płyty A Little Bit Longer: "Shelf/Don't Take My Heart (and Put It On a Shelf)", "Pushing Me Away", "Burning Up" i "A Little Bit Longer".